# Нападение на исмаилитский центр в Лиссабоне

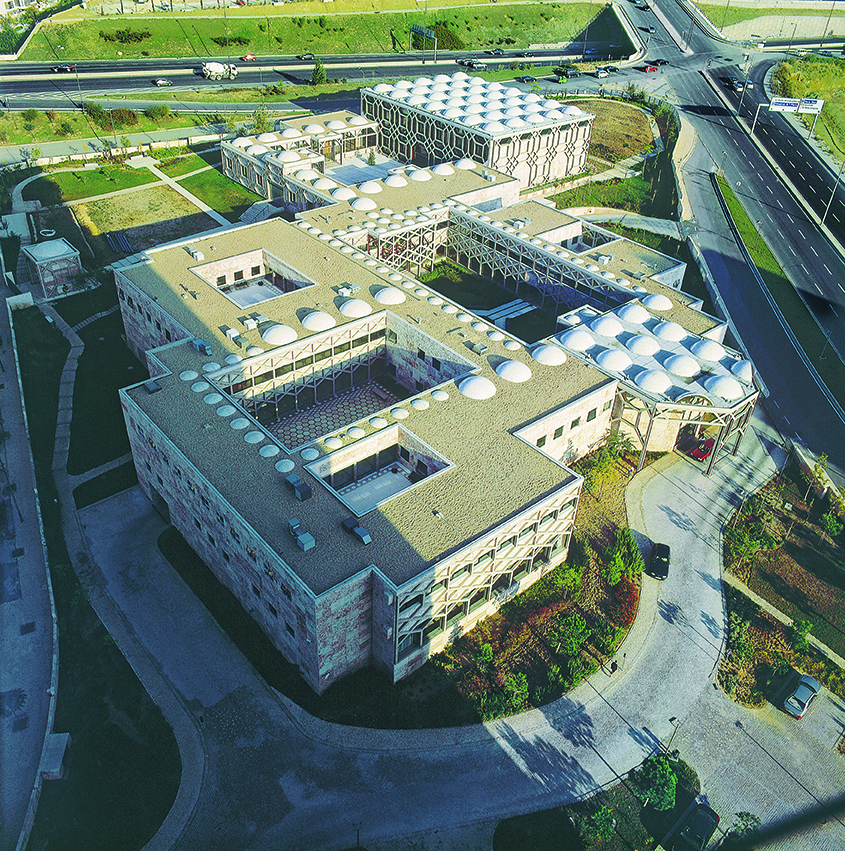
Исмаилитский центр в Лиссабоне

Нападение на исмаилитский центр в Лиссабоне произошло 28 марта 2023 года. В результате нападения два человека скончались от ножевых ранений. Преступник был нейтрализован полицией и затем задержан в одной из больниц Лиссабона. Полиция расследует, был ли это теракт.
Две жертвы были гражданами Португалии, которые работали в центре, сообщает телеканал SIC со ссылкой на Назима Ахмада, лидера исмаилитской общины в Португалии.

## Нападение
Согласно заявлению полиции, неизвестный мужчина с большим ножом напал на шиитский мусульманский центр незадолго до 11:00 утра по местному времени во вторник. Напавший, гражданин Афганистана, после прибытия полиции пытался скрыться с места происшествия, однако был ранен во время погони. Сотрудник выстрелил напавшему в ногу, так его удалось разоружить и задержать. Перед тем, как отвезти в участок, полиция доставила его в больницу для перевязки раны. Ближе к 13:00 у входа в центр были установлены заграждения.
Мотивы нападения остаются неизвестными.  Предполагается, что нападавший был в депрессивном состоянии из-за смерти супруги. Полицейские призвали граждан не посещать район города, где произошло нападение. На месте продолжают работать полицейские и сотрудники Службы общественной безопасности.

## Реакция властей
- Марселу Ребелу де Соуза, президент Португальской Республики, осудил этот «преступный акт»[10].
- Премьер-министр Португалии Антониу Кошта заявил журналистам, что нападение было «преступным актом» и выразил соболезнования и солидарность исмаилитскому сообществу, также семьям погибших[9]. «Всё указывает на то, что это был изолированный акт, — сказал Кошта, не вдаваясь в подробности[11].
- «Похоже, это был единичный акт, но обстоятельства и мотивы расследуются», — заявил журналистам министр внутренних дел Португалии Жозе Луиш Карнейру[порт.][5][12].